# 奥特地区伯尔
奥特地区伯尔（法語：Bœurs-en-Othe，法語發音：[bœʁ ɑ̃.n‿ɔt]）是法国勃艮第-弗朗什-孔泰大区约讷省的一个市镇，属于桑斯区。

## 地理
奥特地区伯尔（48°8'18"N, 3°42'20"E）面积22.3 平方千米，位于法国勃艮第-弗朗什-孔泰大區约讷省，该省份为法国中北部内陆省份，西接卢瓦雷省，西北接塞纳-马恩省，南至涅夫勒省，东临科多尔省，东北与奥布省接壤。
与奥特地区伯尔接壤的市镇（或旧市镇、城区）包括：贝吕勒、奥特地区圣马尔、沙耶、艾克斯-维勒莫尔-帕利斯、富尔诺丹、索尔默里、蒂尔尼、沃尼济。

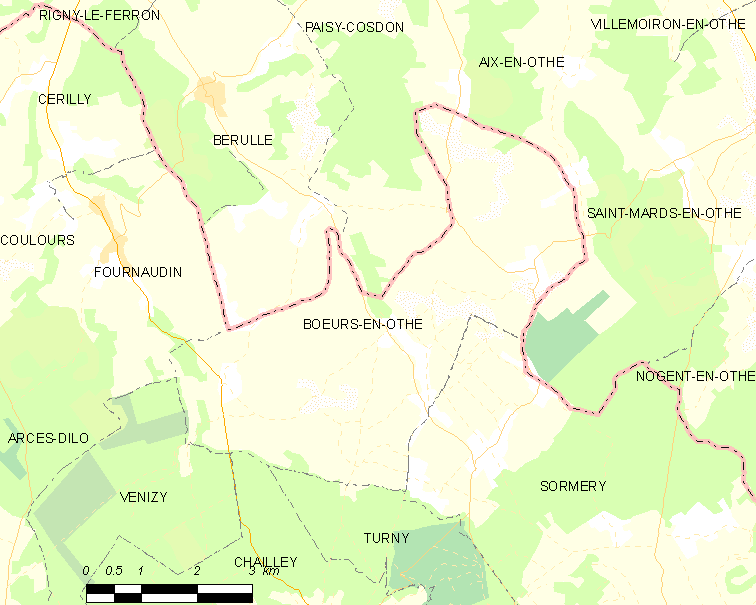
奥特地区伯尔的OSM定位图

奥特地区伯尔的时区为UTC+01:00、UTC+02:00（夏令时）。

## 行政
奥特地区伯尔的邮政编码为89770，INSEE市镇编码为89048。

## 政治
奥特地区伯尔所属的省级选区为阿尔芒松河畔布列农县。

## 人口

1962-2008年间奥特地区伯尔人口变化图示

奥特地区伯尔于2022年1月1日时的人口数量为337人。